# Bertram Norman Sergison-Brooke
Sir Bertram Norman Sergison-Brooke, britanski general, * 20. julij 1880, † 1967.